# Патріція Вартуш
Патріція Вартуш (нім. Patricia Wartusch, нар. 5 серпня 1978) — колишня австрійська тенісистка.
Здобула два одиночних та шість парних титулів туру WTA.
Найвищу одиночну позицію світового рейтингу — 65 місце досягла 24 квітня 2000, парну — 22 місце — 12 травня 2003 року.
Завершила кар'єру 2005 року.

## Фінали турнірів WTA

### Одиночний розряд: 3 (2 титули, 1 поразка)
| Легенда                             |
| ----------------------------------- |
| Турніри Великого шолома (0–0)       |
| Premier Mandatory & Premier 5 (0–0) |
| Premier (0–0)                       |
| International (2–1)                 |

| Результат | Номер | Дата           | Турнір                                  | Покриття | Опонент         | Рахунок       |
| --------- | ----- | -------------- | --------------------------------------- | -------- | --------------- | ------------- |
| Поразка   | 1.    | 10 жовтня 1999 | Brasil Open, São Paulo                  | Ґрунт    | Фабіола Сулуага | 5–7, 6–4, 5–7 |
| Перемога  | 1.    | 13 лютого 2000 | Copa Colsanitas Santander, Bogotá       | Ґрунт    | Татьяна Гарбін  | 4–6, 6–1, 6–4 |
| Перемога  | 2.    | 14 липня 2002  | Гран-прі принцеси Лалли Мер'єм, Марокко | Ґрунт    | Клара Коукалова | 5–7, 6–3, 6–3 |

### Парний розряд: 12 (6 титулів, 6 поразок)
| Результат | Номер | Дата              | Турнір                           | Покриття   | Партнер                       | Опоненти                                 | Рахунок             |
| --------- | ----- | ----------------- | -------------------------------- | ---------- | ----------------------------- | ---------------------------------------- | ------------------- |
| Перемога  | 1.    | 7 червня 1999     | Tashkent Open, Узбекистан        | Ґрунт      | Євгенія Куликовська           | Ева Бес Хісела Рієра                     | 7–6(3), 6–0         |
| Поразка   | 1.    | 21 листопада 1999 | Pattaya Women's Open, Таїланд    | Тверде     | Куликовська Євгенія Борисівна | Емілі Луа Оса Свенссон                   | 1–6, 4–6            |
| Поразка   | 2.    | 3 січня 2000      | ASB Classic, Нова Зеландія       | Тверде     | Барбара Шварц                 | Кара Блек Александра Фусаї               | 6–3, 3–6, 4–6       |
| Поразка   | 3.    | 29 жовтня 2000    | Bratislava Open, Словаччина      | Тверде (i) | Петра Мандула                 | Каріна Габшудова Даніела Гантухова       | w/o                 |
| Перемога  | 2.    | 17 червня 2001    | Tashkent Open, Узбекистан        | Тверде     | Петра Мандула                 | Тетяна Перебийніс Тетяна Пучек           | 6–1, 6–4            |
| Перемога  | 3.    | 16 червня 2002    | Gastein Ladies, Vienna           | Ґрунт      | Петра Мандула                 | Барбара Шварц Ясмін Вер                  | 6–2, 6–4            |
| Перемога  | 4.    | 14 липня 2002     | Casablanca Grand Prix, Марокко   | Ґрунт      | Петра Мандула                 | Хісела Дулко Кончіта Мартінес Гранадос   | 6–2, 6–1            |
| Поразка   | 4.    | 22 вересня 2002   | Tokyo Cup, Японія                | Тверде     | Петра Мандула                 | Світлана Кузнецова Аранча Санчес Вікаріо | 2–6, 4–6            |
| Поразка   | 5.    | 12 січня 2003     | Hobart International, Австралія  | Тверде     | Барбара Шетт                  | Кара Блек Олена Лиховцева                | 5–7, 6–7(1)         |
| Поразка   | 6.    | 2 березня 2003    | Abierto Mexicano TELCEL, Мексика | Ґрунт      | Петра Мандула                 | Емілі Луа Оса Свенссон                   | 3–6, 1–6            |
| Перемога  | 5.    | 13 квітня 2003    | Estoril Open, Португалія         | Ґрунт      | Петра Мандула                 | Марет Ані Еммануель Гальярді             | 6–7(3), 7–6(3), 6–2 |
| Перемога  | 6.    | 4 травня 2003     | Bol Ladies Open, Хорватія        | Ґрунт      | Петра Мандула                 | Еммануель Гальярді Патті Шнідер          | 6–3, 6–2            |

## Фінали ITF
| Турніри $75,000 |
| Турніри $50,000 |
| Турніри $25,000 |
| Турніри $10,000 |

### Одиночний розряд: 13 (5–8)
| Результат | Номер | Дата              | Турнір                    | Покриття | Опонент           | Рахунок          |
| --------- | ----- | ----------------- | ------------------------- | -------- | ----------------- | ---------------- |
| Поразка   | 1.    | 22 травня 1995    | ITF Salzburg, Австрія     | Ґрунт    | Коріна Мораріу    | 2–6, 2–6         |
| Поразка   | 2.    | 27 листопада 1995 | Зальцбург, Австрія        | Килим    | Гайке Томс        | 5–7, 6–7(1)      |
| Перемога  | 1.    | 12 травня 1996    | Амазонас, Бразилія        | Тверде   | Крістін Курт      | 6–3, 7–6(10)     |
| Перемога  | 2.    | 16 червня 1996    | Ташкент, Узбекистан       | Ґрунт    | Katrin Kilsch     | 6–1, 6–4         |
| Поразка   | 3.    | 27 липня 1997     | Дублін, Ірландія          | Килим    | Суріна Де Беер    | 4–6, 6–3, 6–7(2) |
| Перемога  | 3.    | 1 червня 1998     | Ташкент, Узбекистан       | Тверде   | Ципора Обзилер    | 6–3, 6–2         |
| Поразка   | 4.    | 15 листопада 1998 | Рамат-га-Шарон, Ізраїль   | Тверде   | Жустін Енен       | 2–6, 4–6         |
| Поразка   | 5.    | 16 травня 1999    | Единбург, Велика Британія | Ґрунт    | Анхелес Монтоліо  | 3–6, 4–6         |
| Поразка   | 6.    | 21 червня 1999    | Штутгарт, Німеччина       | Ґрунт    | Лі Фан            | 4–6, 6–7(4)      |
| Поразка   | 7.    | 19 липня 1999     | Еттенгайм, Німеччина      | Ґрунт    | Мартина Суха      | 2–6, 6–3, 3–6    |
| Перемога  | 4.    | 26 липня 1999     | Битом, Польща             | Ґрунт    | Ева Бес           | 6–2, 6–4         |
| Перемога  | 5.    | 23 вересня 2001   | Тбілісі, Грузія           | Ґрунт    | Марія Кондратьєва | 6–0, 4–6, 6–2    |
| Поразка   | 8.    | 21 вересня 2003   | Софія, Болгарія           | Ґрунт    | Северін Бельтрам  | 3–6, 4–6         |

### Парний розряд: 14 (8–6)
| Результат | Номер | Дата              | Турнір                              | Покриття   | Партнер             | Опоненти                                       | Рахунок       |
| --------- | ----- | ----------------- | ----------------------------------- | ---------- | ------------------- | ---------------------------------------------- | ------------- |
| Перемога  | 1.    | 20 листопада 1995 | ITF Le Havre, Франція               | Ґрунт      | Markéta Štusková    | Драгана Зарич Marina Lazarovska                | 6–4, 7–5      |
| Перемога  | 2.    | 16 лютого 1997    | ITF Rogaska Slatina, Словенія       | Килим (i)  | Барбара Шварц       | Гіла Розен Драгана Зарич                       | 6–1, 6–4      |
| Перемога  | 3.    | 19 травня 1997    | ITF Бріксен, Австрія                | Ґрунт      | Кароліна Шнайдер    | Лусіана Масанте Мірослава Ваврінец             | 6–3, 6–0      |
| Перемога  | 4.    | 26 травня 1997    | ITF Salzburg, Австрія               | Ґрунт (i)  | Кароліна Шнайдер    | Лаура Делль'Анджело Татьяна Гарбін             | 1–6, 6–3, 6–3 |
| Перемога  | 5.    | 19 жовтня 1997    | ITF Flensburg, Німеччина            | Килим (i)  | Ясмін Вер           | Віраг Чурго Кірстін Фрає                       | 6–3, 3–6, 6–3 |
| Поразка   | 1.    | 15 лютого 1999    | ITF Redbridge, Велика Британія      | Тверде (i) | Ленка Немечкова     | Нора Кевеш Драгана Зарич                       | 1–6, 4–6      |
| Перемога  | 6.    | 21 червня 1999    | ITF Stuttgart-Vaihingen], Німеччина | Ґрунт      | Ясмін Вер           | Радка Пеліканова Людмила Ріхтерова             | 6–1, 7–6(6)   |
| Поразка   | 2.    | 25 липня 1999     | ITF Ettenheim, Німеччина            | Ґрунт      | Ясмін Вер           | Ева Бес Лурдес Домінгес Ліно                   | 5–7, 4–6      |
| Поразка   | 3.    | 22 серпня 1999    | ITF The Bronx, США                  | Тверде     | Седа Норландер      | Суріна Де Беер Міягі Нана                      | 6–3, 0–6, 3–6 |
| Поразка   | 4.    | 15 жовтня 2000    | Internationaux de Poitiers, Франція | Тверде (i) | Петра Мандула       | Іветте Бастінг Каталін Мароші                  | 6–7(4), 1–6   |
| Перемога  | 7.    | 11 серпня 2001    | ITF Ріміні, Італія                  | Ґрунт      | Петра Мандула       | Мілена Неквапілова Гана Шромова                | 6–2, 6–1      |
| Перемога  | 8.    | 17 вересня 2001   | ITF Тбілісі, Грузія                 | Ґрунт      | Анастасія Родіонова | Еріка Краут Ванеса Краут                       | 6–2, 6–1      |
| Поразка   | 5.    | 3 лютого 2002     | ITF Ортізеї, Італія                 | Килим      | Анжеліка Бахманн    | Юлія Бейгельзимер Родіонова Анастасія Іванівна | 4–6, 2–6      |
| Поразка   | 6.    | 26 квітня 2004    | ITF Taranto, Італія                 | Ґрунт      | Stefanie Haidner    | Даніела Клеменшиц Сандра Клеменшиц             | 2–6, 1–6      |

### Результати зустрічей з суперницями першої 10-ки
- Олена Дементьєва: 0–1
- Кім Клейстерс: 0–1
- Світлана Кузнецова: 1–0
- Аранча Санчес Вікаріо: 0–1
- Серена Вільямс: 0–1
- Анна Курникова: 0–1
- Жустін Енен: 0–4
- Сільвія Фаріна-Елія: 1–0
- Іва Майолі: 0–1